# ユニオンシティ (ニュージャージー州)
ユニオンシティ (Union City) は、アメリカ合衆国ニュージャージー州のハドソン郡にある都市。人口は6万8589人（2020年）。ニューヨークのマンハッタンとはハドソン川を挟んだ対岸である。人口密度が高い。
2020年アメリカ合衆国国勢調査によれば、市の人口の約81パーセントはヒスパニックである。特にキューバからの移民が多い。

## 交通
ハドソン-バーゲン・ライトレールの駅がある。